# Plac Jana Matejki w Krakowie
Plac Jana Matejki – plac w Krakowie w dzielnicy I Stare Miasto, znajdujący się pomiędzy ulicami Basztową i Warszawską na Kleparzu.
Teren placu Matejki stanowił w przeszłości wschodnią część rynku kleparskiego, powstałego zapewne w XIV w. Znajdował się tutaj ratusz, jatki. Cały teren służył także jako przedpole Barbakanu.
Kleparz został przyłączony do Krakowa w 1791.
Podział kleparskiego rynku nastąpił w XIX w. Pośrodku kleparskiego rynku zbudowano główny budynek Akademii Sztuk Pięknych, szkołę miejską a następnie na miejscu kleparskiego ratusza wzniesiono gmach Dyrekcji Kolei, to dzisiejsza zachodnia pierzeja placu Matejki. Nosił wtedy nazwę plac Główny. Obecną nazwę otrzymał w 1882 roku, gdy Janowi Matejce ofiarowano honorowe obywatelstwo miasta Krakowa.
Z czasem znikała stara, drewniana zabudowa wzdłuż wschodniej pierzei placu. Powstał na jej miejscu budynek Narodowego Banku Polskiego oraz czynszowe kamienice.
W 1910, w 500. rocznicę zwycięskiej bitwy pod Grunwaldem wzniesiono pomnik Grunwaldzki, według projektu Antoniego Wiwulskiego. Powstanie pomnika finansował Ignacy Paderewski. Pomnik został zniszczony przez Niemców podczas okupacji. W 1976 pomnik zrekonstruowano. Przed pomnikiem znajduje się marmurowa płyta Grobu Nieznanego Żołnierza.
Przy zbiegu ulic Warszawskiej i Kurniki, w północno-wschodnim narożniku placu Matejki znajduje się kościół św. Floriana z XII w., wielokrotnie przebudowywany. W przeszłości od kościoła św. Floriana zaczynała się tzw. "Droga Królewska" biegnąca na Wawel.

## Budynki
- pl. J. Matejki 1–1a – Gmach Narodowego Banku Polskiego, proj. Kazimierz Wyczyński i Teodor Hoffmann, 1921
- pl. J. Matejki 2 – Kamienica czynszowa Fabryki Porcelany w Ćmielowie, proj. Fryderyk Tadanier, 1938
- pl. J. Matejki 6 – Kamienica czynszowa, proj. Jozue Oberleder, 1918
- pl. J. Matejki 7 – Kamienica czynszowa, proj. Tadeusz Prauss, 1910
- pl. J. Matejki 8 (ul. Kurniki 1) – Hotel Matejko (poprzednio kamienica czynszowa), proj. Aleksander Biborski, 1909
- pl. J. Matejki 11 – Szkoła Miejska, proj. Maciej Moraczewski, 1877
- pl. J. Matejki 12 – Gmach Dyrekcji Kolei, projekt przysłany z Wiednia, 1888
- pl. J. Matejki 13 (ul. Basztowa 19) – Gmach Główny Akademii Sztuk Pięknych, proj. Maciej Moraczewski, 1877

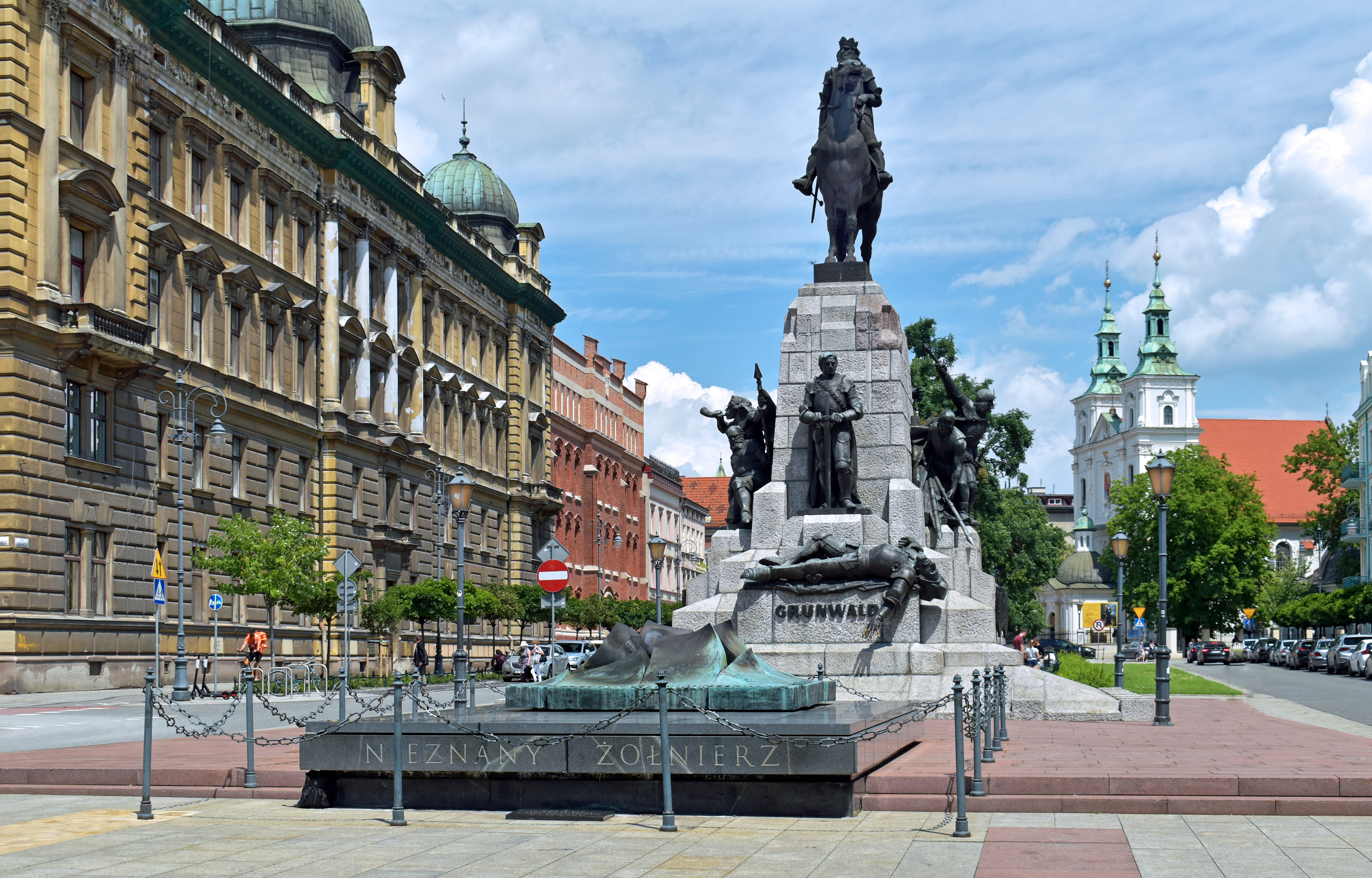
Pomnik Grunwaldzki oraz Grób Nieznanego Żołnierza
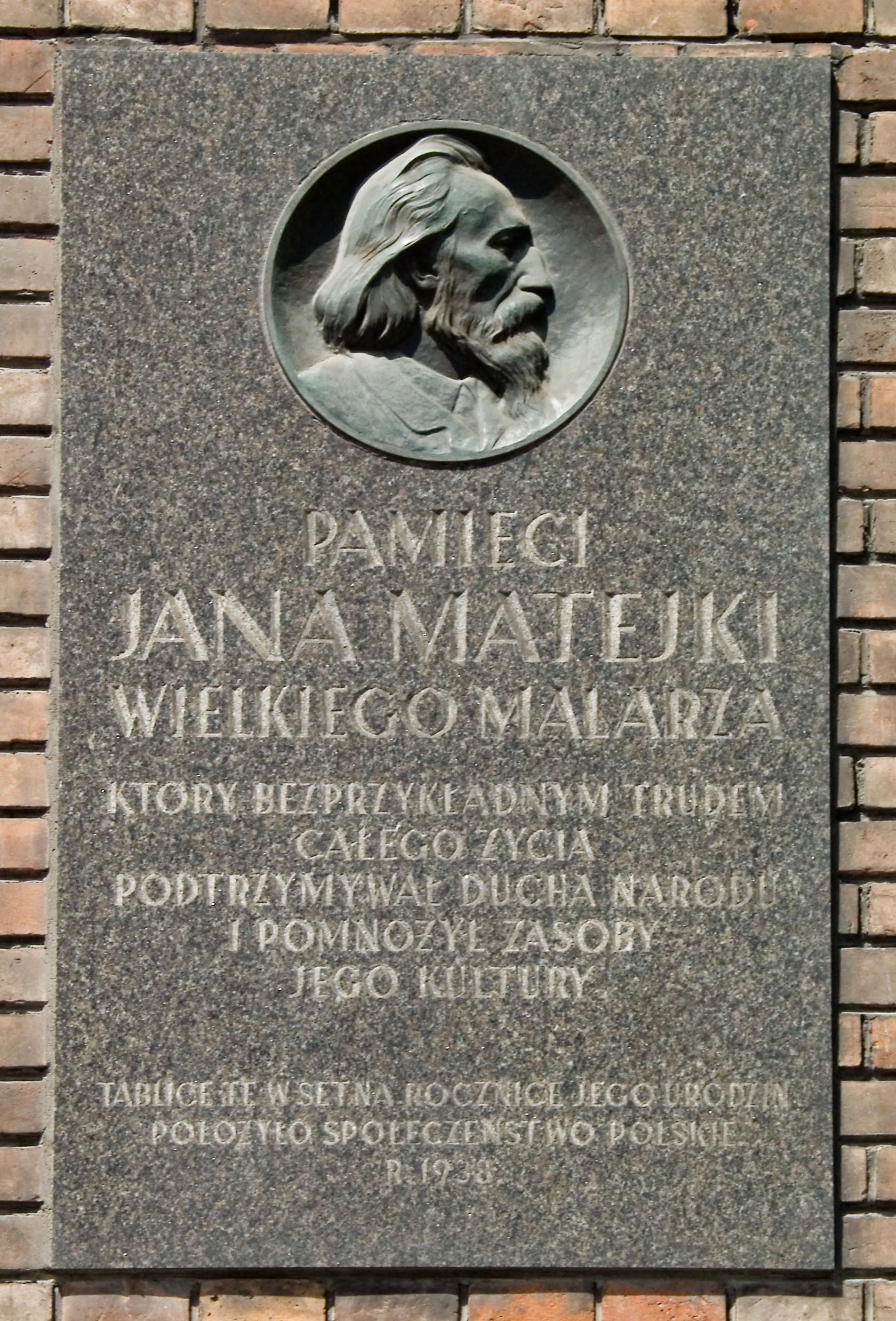
Tablica upamiętniająca Jana Matejkę wmurowana w ścianę ASP
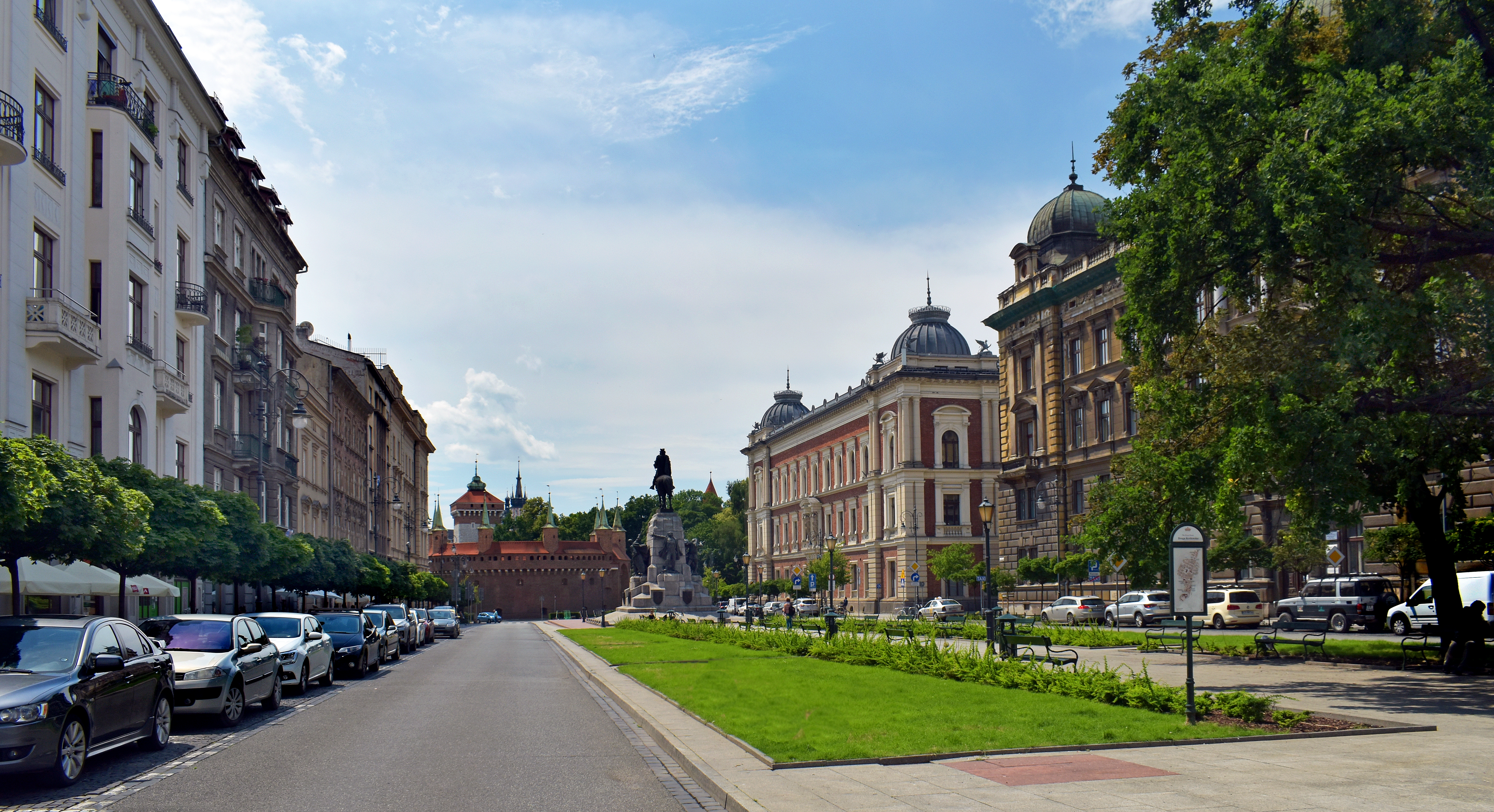
Widok z północy, od kościoła św. Floriana
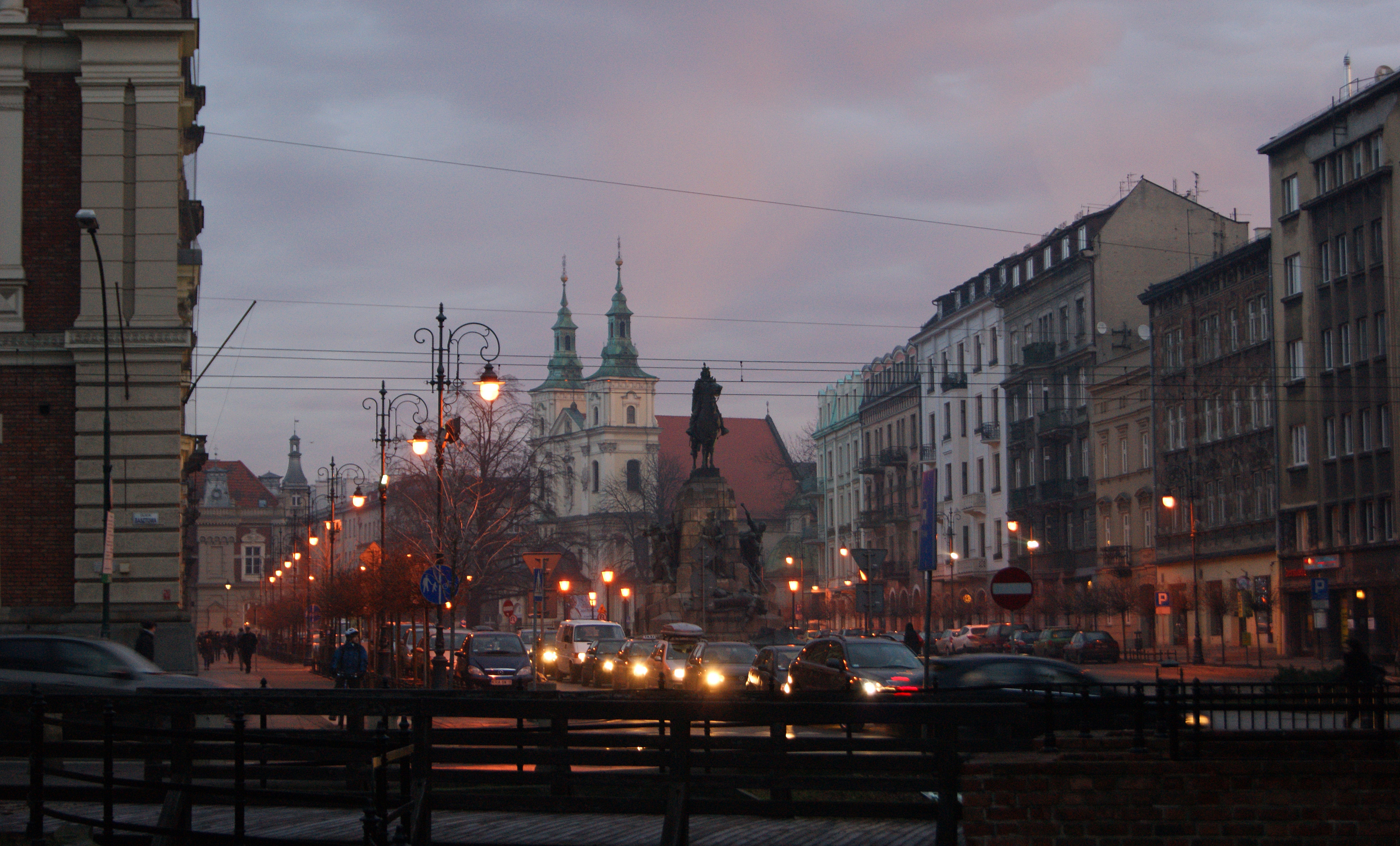
Widok z południa
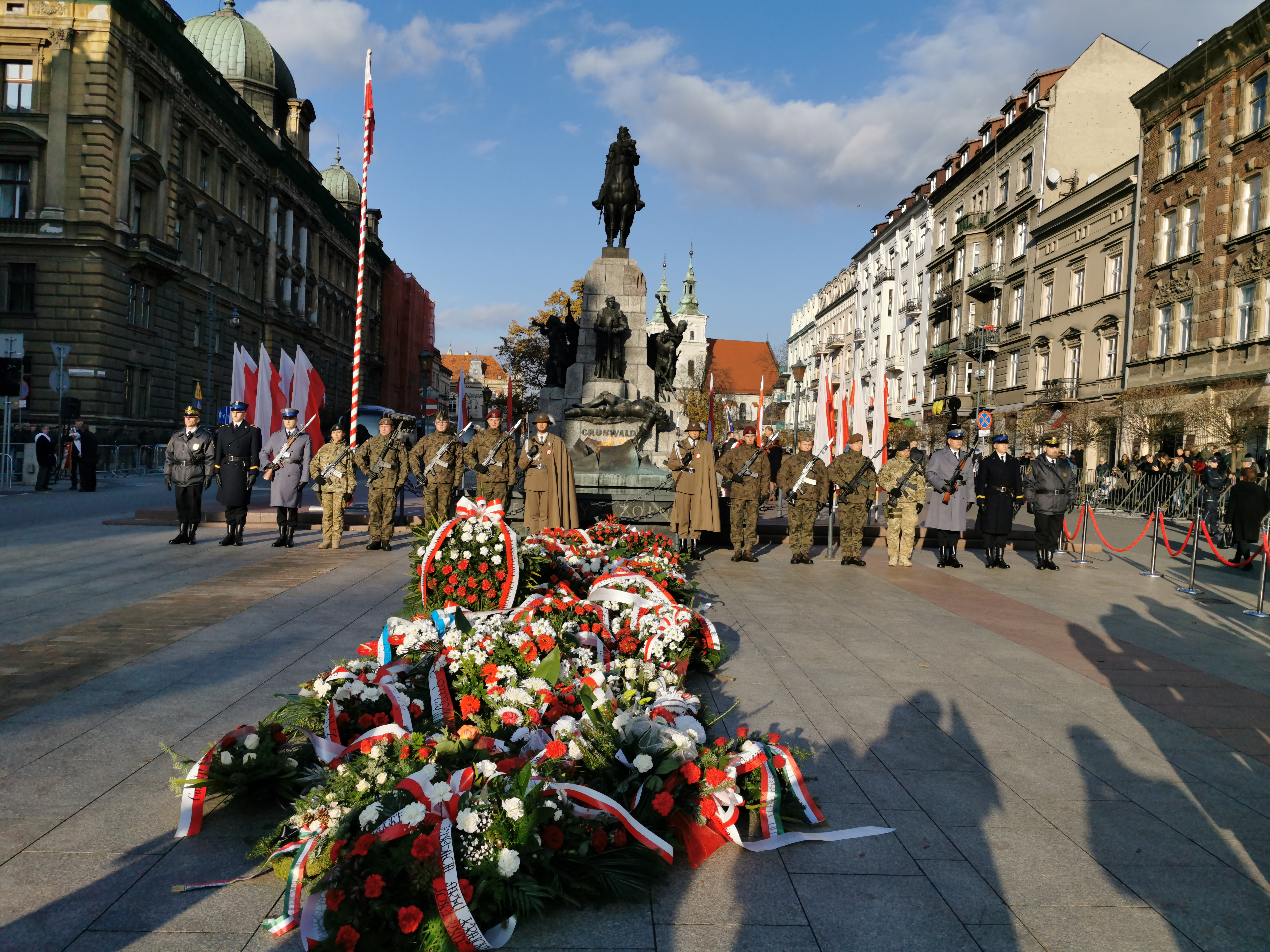
Obchody Święta Niepodległości

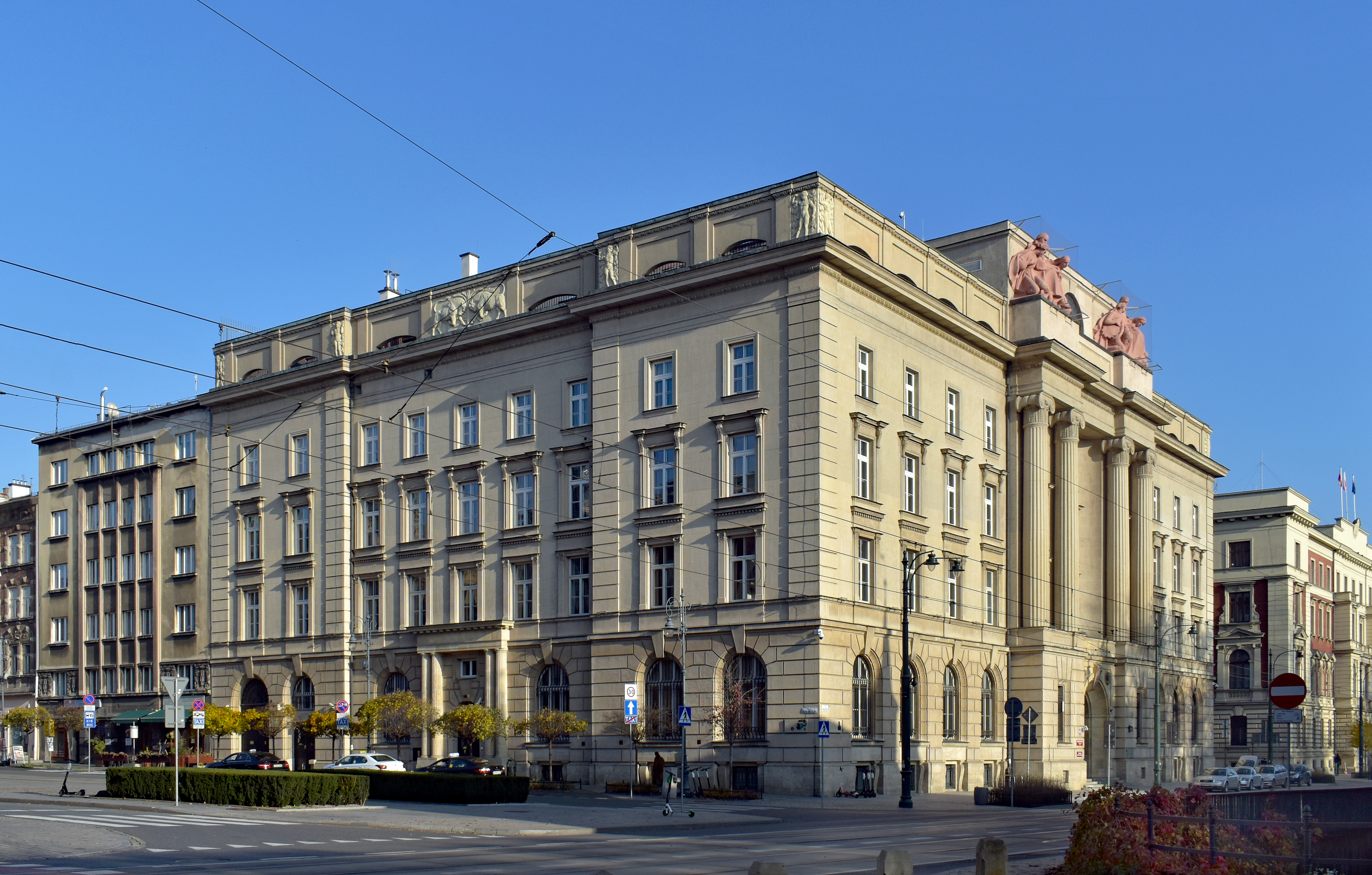
pl. Matejki 1-1a Budynek NBP
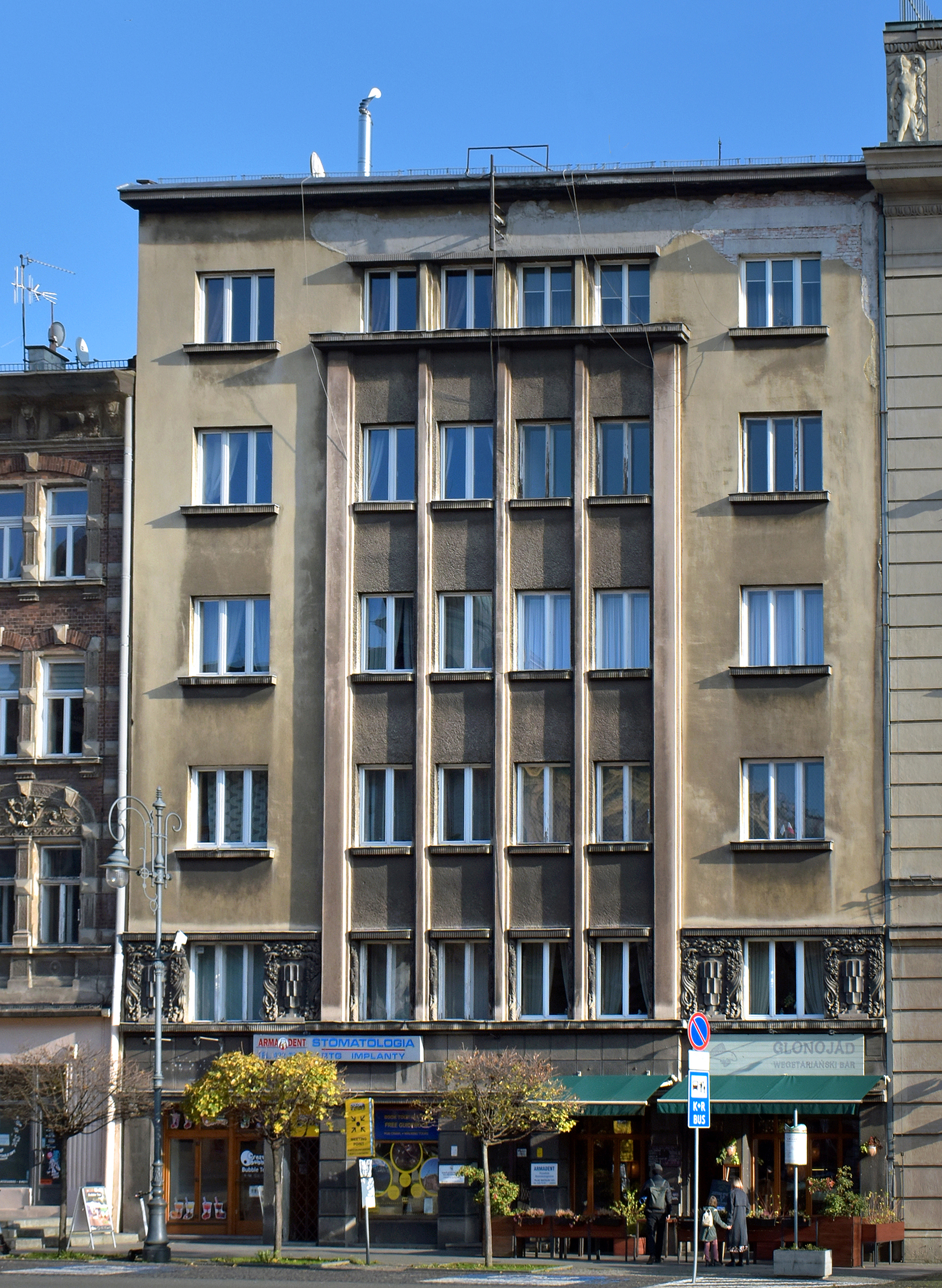
pl. Matejki 2 Kamienica Ćmielowa
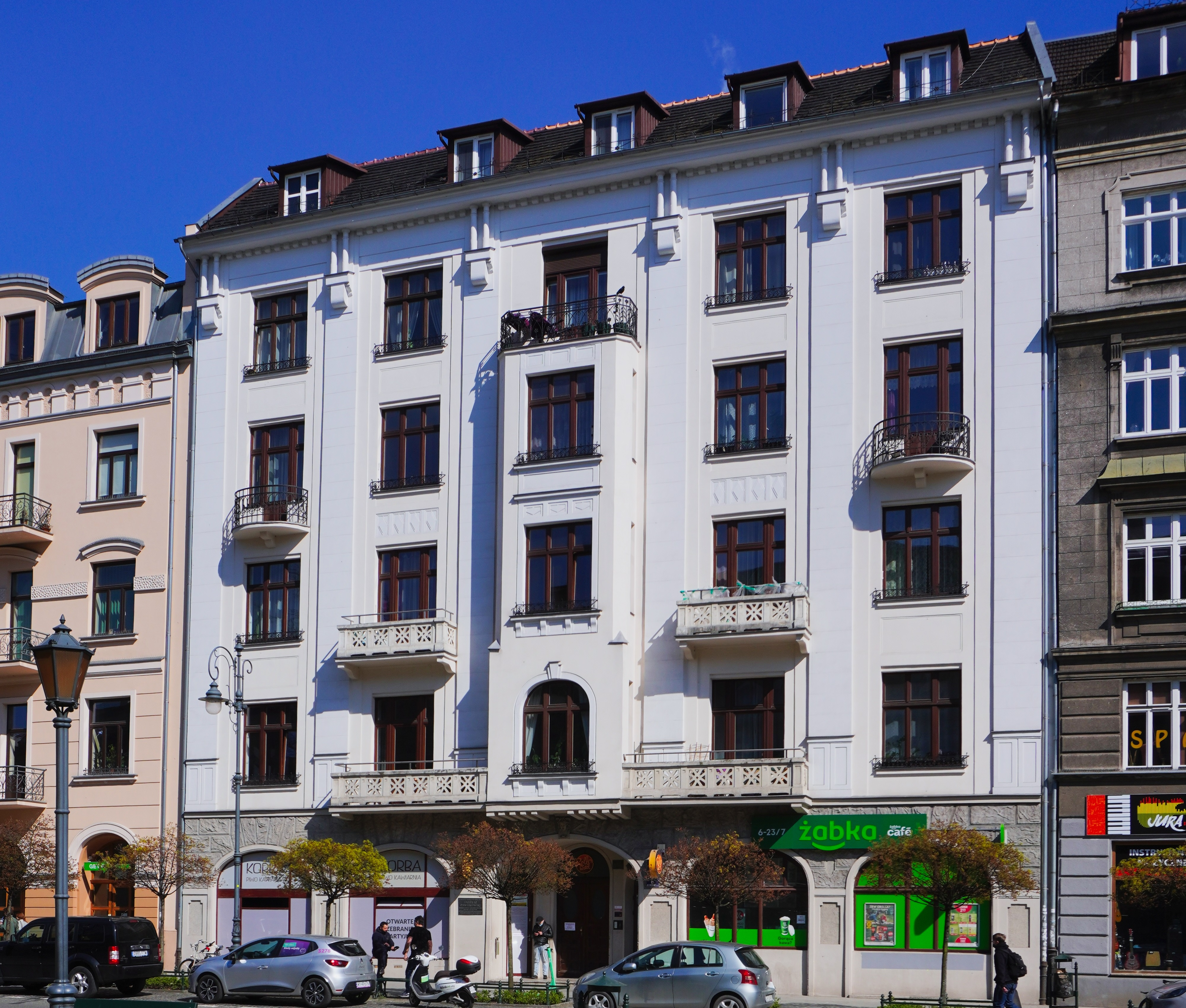
pl. Jana Matejki 6 Kamienica czynszowa
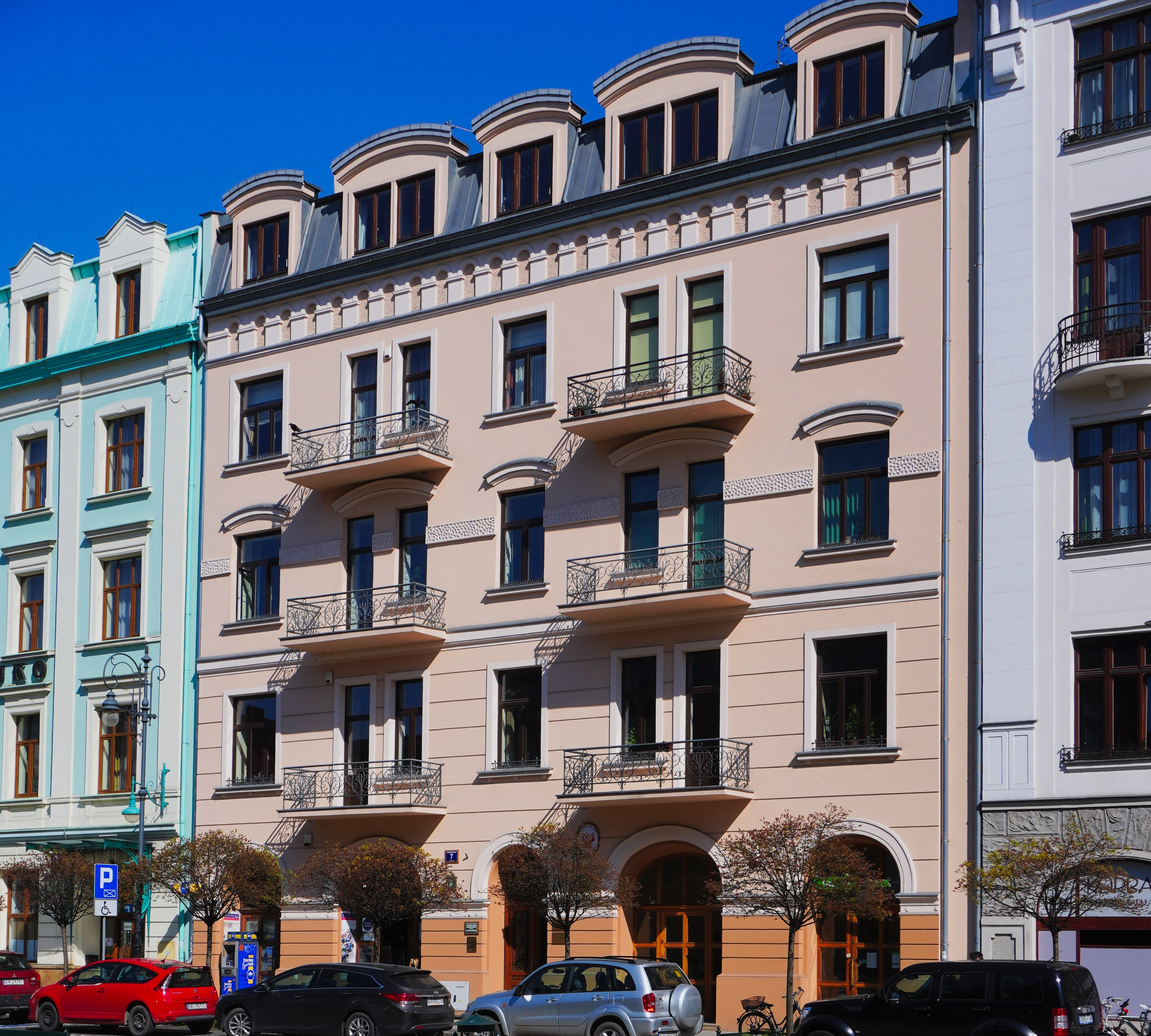
pl. Jana Matejki 7 Kamienica czynszowa
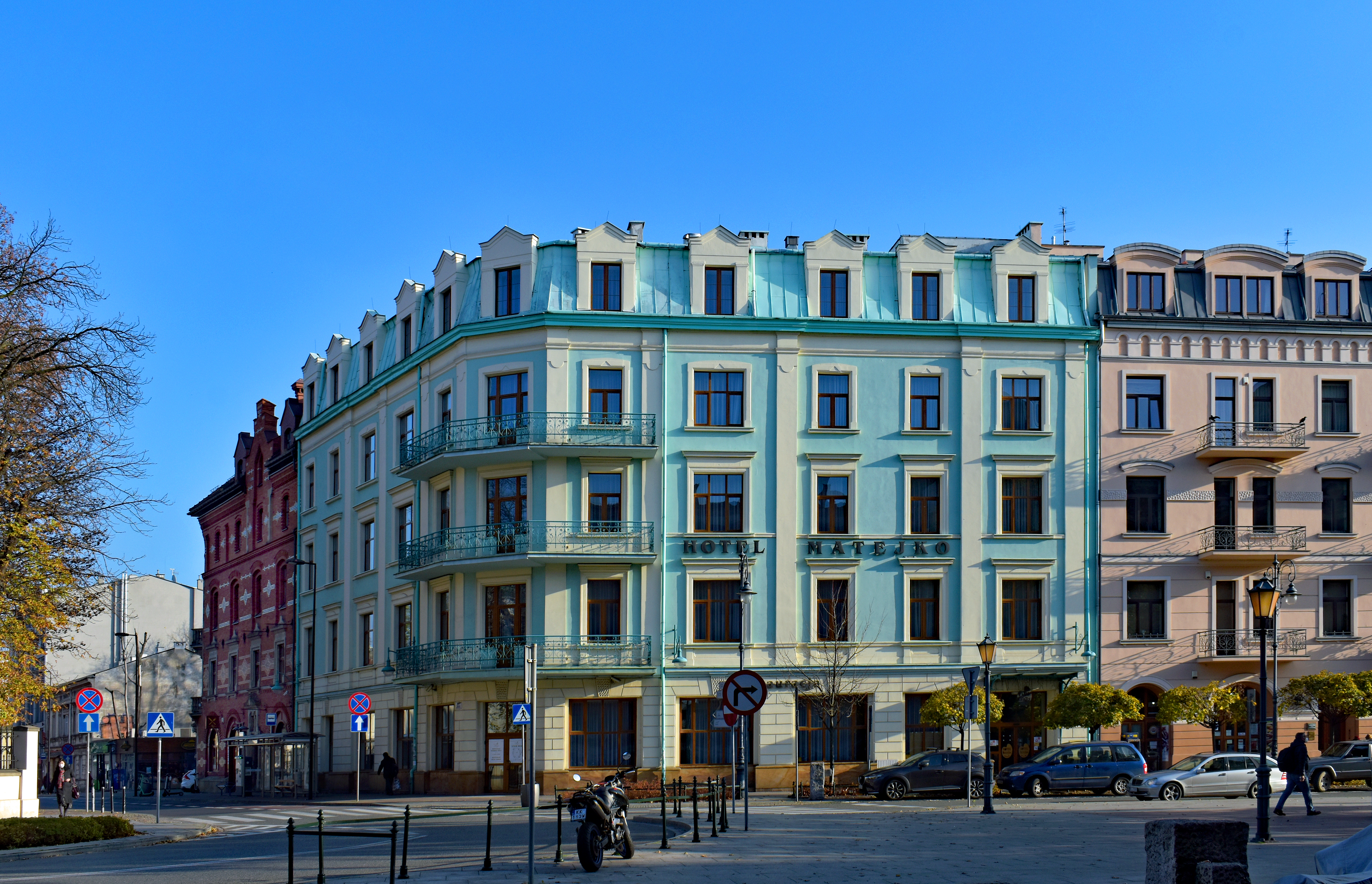
pl. Jana Matejki 8 Hotel Matejko
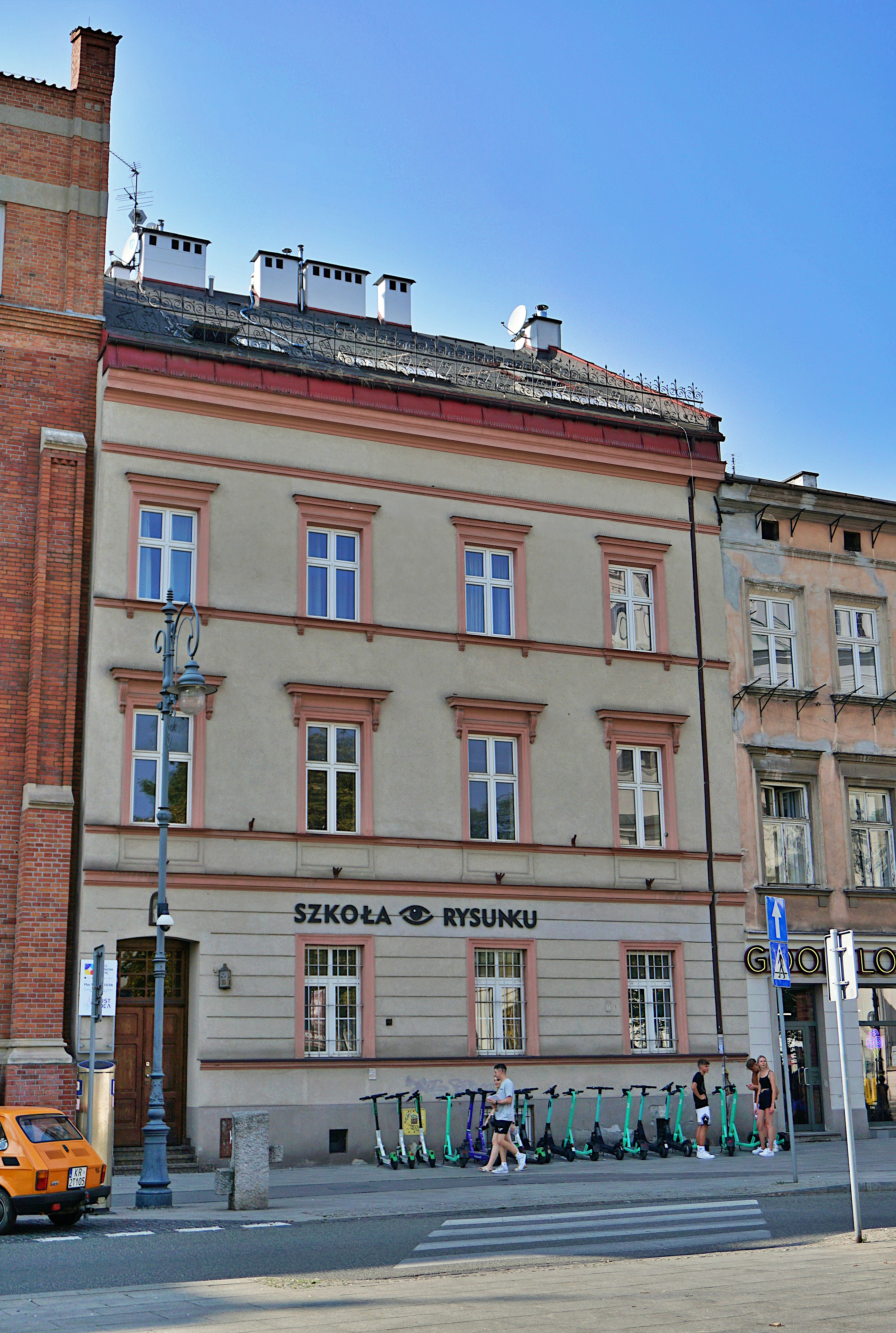
pl. Jana Matejki 10 Kamienica (1882)
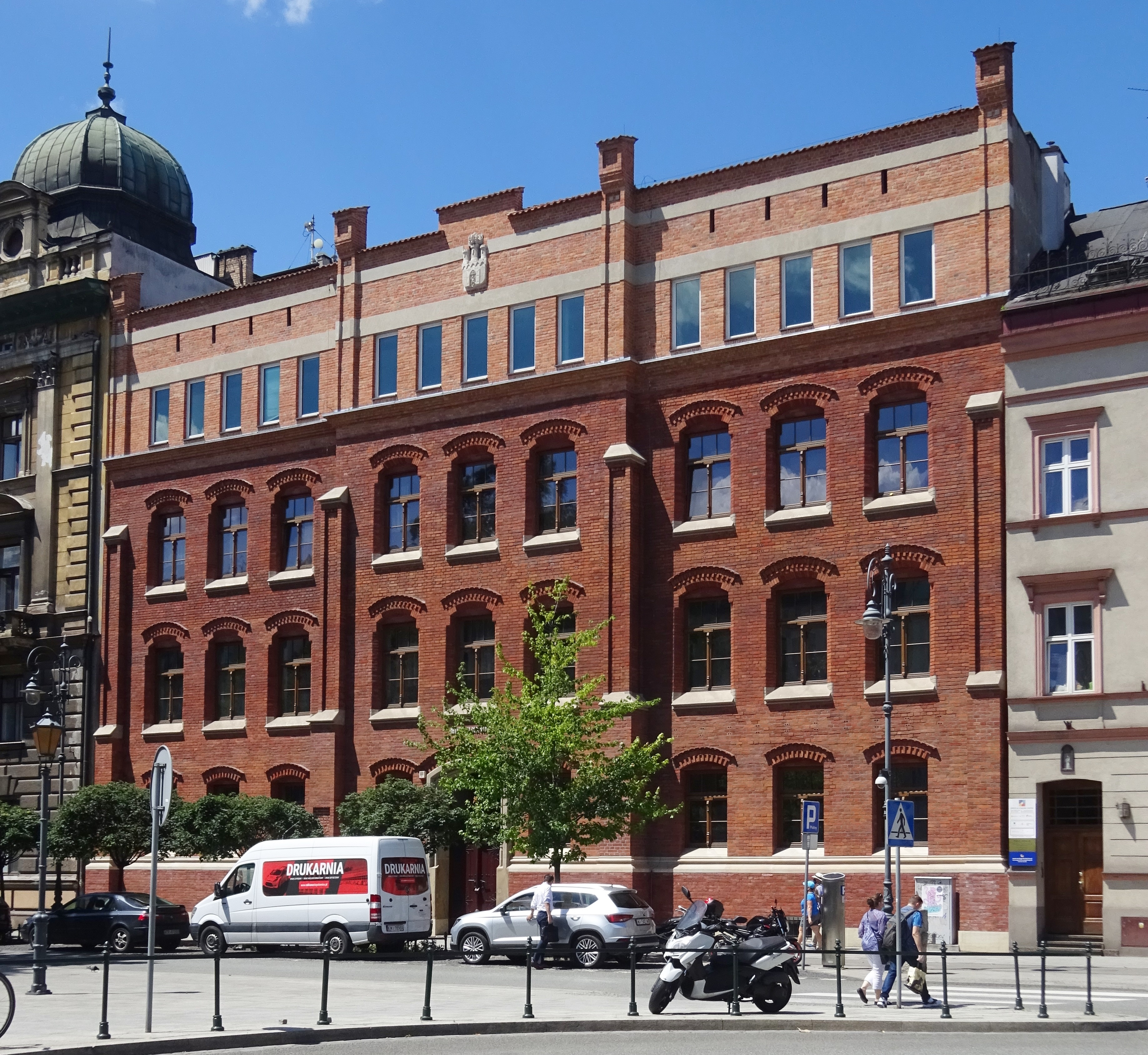
pl. Jana Matejki 11 Szkoła Miejska
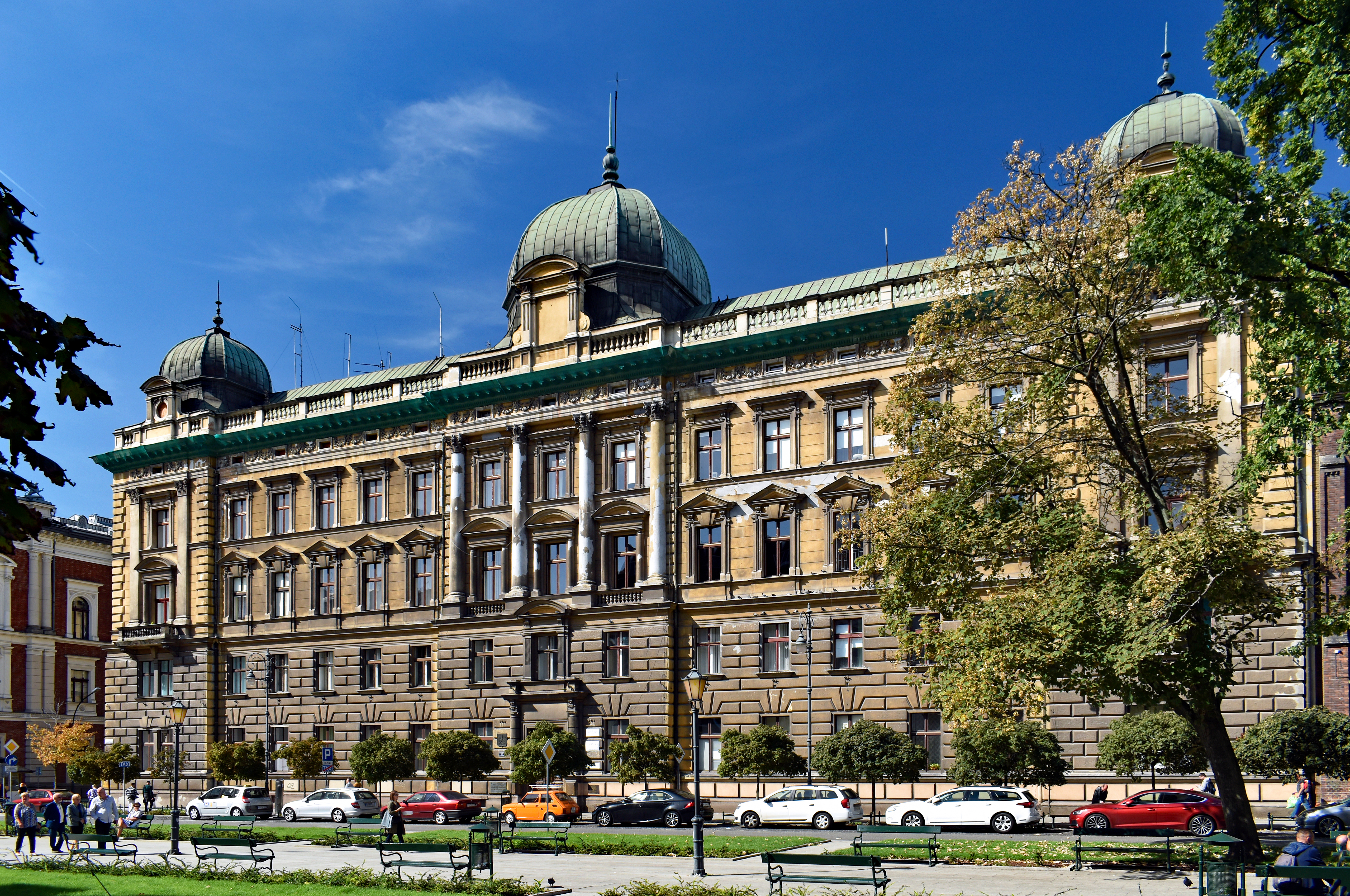
pl. Jana Matejki 12 Biurowiec Kolei Państwowych
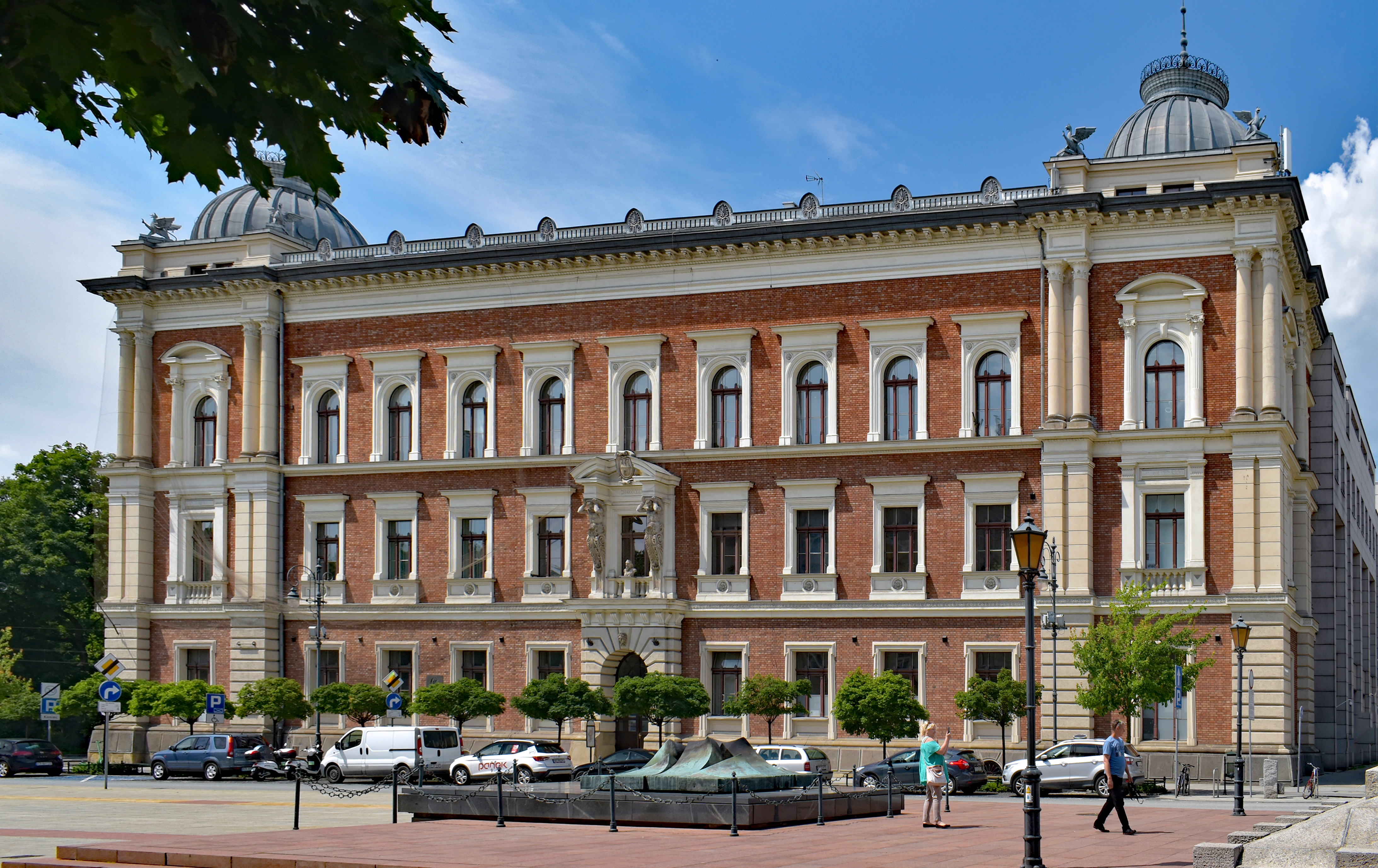
pl. Jana Matejki 13 Gmach Główny ASP

## Źródła
- Elżbieta Supranowicz Nazwy ulic Krakowa, Wydawnictwo Instytutu Języka Polskiego PAN, Kraków 1995, ISBN 83-85579-48-6
- Praca zbiorowa Zabytki Architektury i budownictwa w Polsce. Kraków, Krajowy Ośrodek Badań i Dokumentacji Zabytków Warszawa 2007, ISBN 978-83-9229-8-1
- Praca zbiorowa Encyklopedia Krakowa, Wydawnictwo Naukowe PWN, Warszawa-Kraków 2000, ISBN 83-01-13325-2